# Tajo de Nochistongo
El Tajo de Nochistongo es un sistema de ríos, arroyos y canales ubicado sobre lo que fuera el antiguo lago de Texcoco entre los estados de México, Hidalgo en México. El Tajo de Nochistongo forma parte del sistema de drenaje de la Ciudad de México. Fue construido para evitar que se inundaran las ciudades cercanas a la zona lacustre del Valle de México.

## Historia

### Antecedentes
En 1521 tiene lugar la conquista de México, y la ciudad de Tenochtitlán es capturada por los españoles y rebautizada  Ciudad de México. En esa época la ciudad se asentaba sobre un islote en un sistema de cinco lagos. Era protegida de las inundaciones causadas en las épocas de lluvias por un albarradón que regulaba la cantidad de agua que entraba al lago, pero el albardón fue destruido durante la captura de la ciudad.
En 1555, la ciudad sufrió de una severa inundación. Por lo que se reconstruyó el albarradón, y aunque surgió la propuesta de construir un canal de desagüe artificial, esta idea nunca fue implementada. A pesar de la reconstrucción del albarradón, las inundaciones en la ciudad continuaron sin que se hiciera ninguna acción importante para evitarlo.

### Construcción
En noviembre de 1607, el virrey Luis de Velasco ordenó la construcción de un canal en Huehuetoca, con el fin de drenar el lago de Zumpango para prevenir inundaciones, igualmente se interceptaría el río Cuautitlán para ser redirigido hacia el río Tula. El virrey encargó al cosmógrafo e ingeniero hidráulico Enrico Martínez la realización del proyecto.
Aunque el proyecto de construcción del canal de Nochistongo inició bien, logrando drenar el agua del lago de Zumpango hacia el valle de Tula, aun así el sistema no era suficiente para evitar las crecidas. En 1629 ocurrió una gran inundación en el valle de México; Enrico Martínez decidió cerrar la entrada al canal de desagüe, para evitar que la gran cantidad de agua dañase la construcción aún inconclusa. Las inundaciones fueron consideradas entre las peores que sufrió la ciudad.
Martínez fue acusado de negligencia debido a que su acción contribuyó a permitir que las inundaciones afectaran a la ciudad, aunque luego recuperó su libertad debido a que era necesaria su ayuda para completar el canal. Posteriormente Martinez propuso continuar la construcción del tajo de Nochistongo a cielo abierto, idea que no fue bien recibida pero que en 1637, a siete años de su muerte, fue implementada.
A pesar de la construcción del canal, las inundaciones en el valle seguían siendo frecuentes, y no fue sino hasta 1884, que bajo el gobierno de Porfirio Díaz, se inició la construcción de un segundo sistema de desagüe para prevenir las inundaciones. Sin embargo debido al hundimiento de Ciudad de México, el mismo dejó de cumplir sus funciones a inicios del siglo XXI, siendo necesario utilizar un sistema de bombeo para extraer el agua del valle a través de él.